# Bundibugyo
Bundibugyo is de hoofdplaats van het district Bundibugyo in het westen van Oeganda.
Bundibugyo telde in 2002 bij de volkstelling 14.161 inwoners.

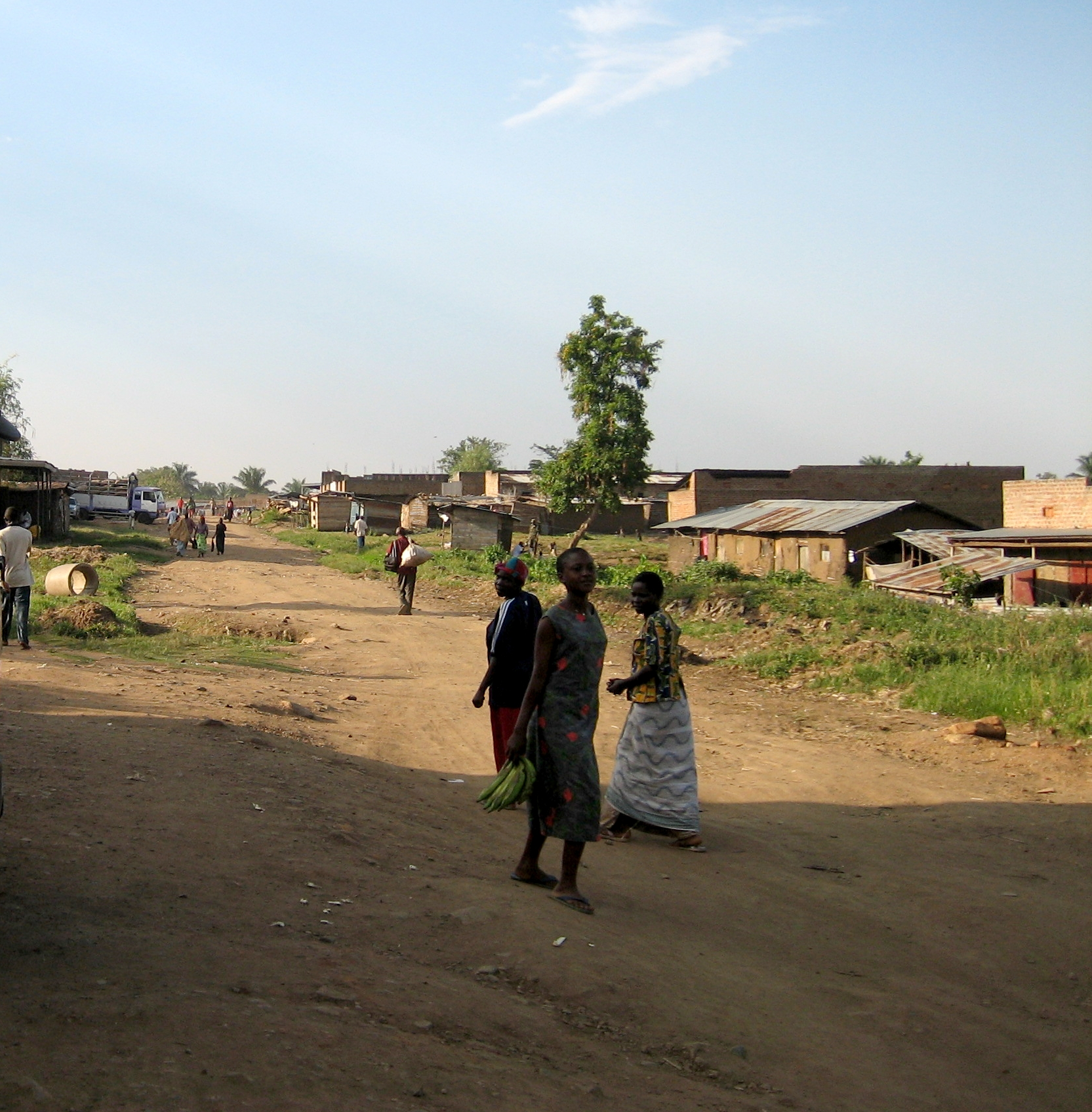
Straatbeeld